# Arimura Naoki
Naoki Arimura (sinh ngày 26 tháng 5 năm 1987) là một cầu thủ bóng đá người Nhật Bản.

## Sự nghiệp câu lạc bộ
Naoki Arimura đã từng chơi cho Cerezo Osaka.